# Ематион
Ематион (грч. Ημαθίωνας) је у грчкој митологији било име више личности.

## Митологија
- Према Аполодору, Диодору и Хесиодовој теогонији, био је син Титона и Еоје, краљ Етиопљана, кога је убио Херакле.[1] Диодор је писао да је Ематион отпочео борбу са Хераклом без повода, када је јунак пролазио кроз његову земљу.[2]
- И према Овидијевим „Метаморфозама“, постојао је Ематион који је био један од етиопских старешина на Кефејевом двору. Иако је описан као правдољубив старац који је поштовао богове, убио га је Хромид приликом борбе између Финеја и Персеја.[1]
- Вергилије је у „Енејиди“ писао о Ематиону који је био у Енејиној војци и кога је убио Лигер, Турнов савезник. Ематион је имао сина Рома, по коме је град Рим добио назив.[1]
- Према Нону, Ематион је био краљ Самотраке након његовог брата Дардана. Био је син Зевса и Електре, једне од Плејада. Послао је армију оклопљених људи како би помогла Дионису у његовом походу на Индију.[1]
- Према Плутарху, био је Тројанац, отац Атимнија и Диомеда. Њих је имао са Пегасидом.[1][3]